# Northrop C-19 Alpha
Northrop C-19 Alpha là một chuỗi 3 máy bay được Quân đoàn Không quân Lục quân Hoa Kỳ mua của Northrop vào năm 1931.

## Biến thể
YC-191 chiếc, trước là 1 chiếc Alpha 4, số đuôi 31-516
Y1C-192 chiếc, số đuôi 31-517 tới 31-518, Pratt & Whitney R-1340-11 engine

## Quốc gia sử dụng
- Hoa Kỳ: Quân đoàn Không quân Lục quân Hoa Kỳ

## Tính năng kỹ chiến thuật (YC-19)
Dữ liệu lấy từ "Janes all the Worlds Aircraft" - 1931, page 303c
Đặc điểm tổng quát
- Kíp lái: 1
- Sức chứa: 4 hành khách
- Chiều dài: 28 ft 5 in (8,66 m)
- Sải cánh: 41 ft 10 in (12,75 m)
- Chiều cao: 9 ft 0 in (2,74 m)
- Trọng lượng cất cánh tối đa: 4.700 lb (2.136 kg)
- Động cơ: 1 × Pratt & Whitney R-1340-7 Wasp, 450 hp (336 kW)

 Hiệu suất bay 
- Vận tốc cực đại: 170 mph (272 km/h)
- Tầm bay: 650 dặm (1.040 km)
- Trần bay: 19.000 ft (5.792 m)